# Justin – Allein im Wald
Justin – Allein im Wald (Original: “Alone in the Woods”) ist ein US-amerikanischer Kinderfilm aus dem Jahre 1996, der vom Filmverleih „New Concorde Pictures“ vertrieben wurde. In den Hauptrollen spielen u. a. Brady Bluhm, auch bekannt als Christopher Robin in den englischen Synchronfassungen von Winnie Puuh, und Krystee Clark.

## Handlung
Justin Rogers ist ein rebellierender, dreizehnjähriger Junge, der seiner Familie gerne fiese Streiche spielt. Mit diesem Hobby kommt er bei seinen Eltern und seiner älteren Schwester allerdings nicht besonders gut an und bekommt so am laufenden Band Hausarrest erteilt. Auch kurz vor dem Aufbruch in den „Timberland Nationalpark“ kann Justin es sich nicht verkneifen, seinen Eltern durch einen platzenden Luftballon am Auto-Auspuff einen gewaltigen Schrecken einzujagen. Dafür wird ihm nun wieder Hausarrest für den gesamten Urlaub aufgebrummt, den er widerwillig hinnehmen muss. Als es auch auf der Fahrt zwischen ihm und seiner Schwester Kate zu Differenzen kommt und ein Streit ausbricht, verkriecht Justin sich in den Kofferraum, um vom Familienleben nichts mehr mitzubekommen.
Als die Familie einen Zwischenstopp bei einem Restaurant-Shop macht, wartet Justin so lange, bis seine Familie weg ist und er aussteigen und sich Kaugummis kaufen kann. Zufälligerweise fährt genau in diesem Moment ein zweites Auto neben das Auto der Rogers, das genau gleich aussieht. Justin, der mit seinem Walkman in seine Musik vertieft ist, merkt dies nicht und steigt in den Kofferraum des falschen Autos – das den zwei Kleinkriminellen Perry und Kurt gehört, die in eine abgeschiedene Ferienhütte tiefer im Timberland Nationalpark fahren. Er wird dabei Zeuge eines Entführungsplanes, der gegen die Tochter des Spielwaren-Herstellers Stu Stuart, Chelsea, gerichtet ist und wenige Zeit später Realität wird.
Justin gerät somit mitten in das Geschehen, behält die beiden Täter allerdings im Auge und freundet sich auch mit Chelsea an, die allerdings noch immer in der Hütte eingesperrt ist. Er versucht, einen Plan zu schmieden, um sie zu retten. Justins Familie macht sich in der Zwischenzeit große Sorgen um ihn. Nachdem die Kommunikation mit der unfähigen Ortspolizei nicht funktioniert, kommt Justin plötzlich von alleine zurück, allerdings wird seiner Geschichte nicht geglaubt und auf seinen Hausarrest zurückgekommen. So schleicht er sich in der Nacht erneut davon und baut eine Menge fallen vor der Hütte von Perry und Kurt auf, um so mit Chelsea in dem Wirbel zu entfliehen, was zunächst auch gelingt. Allerdings verirren sie sich im Wald und werden letztendlich von einem Kumpanen der beiden Täter, der über eine außergewöhnliche Riechfähigkeit verfügt und sich nur „der Spürhund“ nennt, wieder eingefangen.
Die drei Kriminellen lassen Justin in ihrer Hütte zurück und begeben sich zur Lösegeldübergabe an eine bestimmte Stelle im Wald, wo eine Reisetasche vom Hubschrauber abgeworfen wird. Anders als vorgesehen lassen sie Chelsea aber nicht gehen, sondern wollen sie weiterhin festhalten, um auch in Zukunft durch das Lösegeld ihres Vaters abgesichert zu sein. Justin kann sich aus der Hütte befreien und stößt auf seine Familie, die sich wieder auf die Suche nach ihm begeben hat. Gemeinsam schaffen sie es, den Weg der Täter zu kreuzen und durch ein Ablenkmanöver Chelsea endlich zu befreien und die Polizei zu verständigen. Die beiden Familien von Justin und Chelsea verbringen Thanksgiving anschließend gemeinsam.

## Hintergrund
Justin – Allein im Wald wurde unter anderem in Los Angeles und Umgebung aufgenommen, die Dreharbeiten fanden 1995 statt. Der Film kam nicht in die Kinos, sondern wurde im Fernsehen ausgestrahlt und bald darauf auf VHS veröffentlicht, in den USA am 8. Juni 1998, in Deutschland bereits am 5. März 1998 bei „Junior“. In den USA wurde am 4. Februar 2003 die DVD des Films veröffentlicht.